# 毛罗·卡莫拉内西
毛罗·卡莫拉内西（Mauro Germán Serra Camoranesi，1976年10月4日—），原籍阿根廷的已退役意大利足球運動員，最後效力於阿根廷球會竞赛队。卡莫拉内西是2006年世界杯冠軍意大利成員，司職中場，尤以打右翼最為擅長。

## 生平
卡莫拉内西出身於阿根廷一些小型球會，後曾效力墨西哥和烏拉圭等球會。2000年被意大利球會維羅納賞識而加盟，於2002年加盟尤文图斯即贏得當屆意甲聯賽冠軍。 
雖然他是阿根廷人，但他卻未曾代表正式的阿根廷國家隊比賽。加上本身是意大利裔，合乎歸化資格，所以他於2003年2月選擇代表意大利出賽。他於2006年加入該年世界杯大軍，同時還贏得世界杯冠軍。
2010年，卡莫拉内西加盟德國球會斯图加特。
2014年6月，卡莫拉内西宣布退役。2020年，卡莫拉內西出任斯洛維尼亞球會泰伯塞扎納主教練。

## 榮譽

### 球員時代
- 意大利甲組聯賽冠軍:2002/03年
- 意大利乙組聯賽冠軍: - 2007年
- 意大利超級盃冠軍:2002年, 2003年

意大利國家足球隊
- 世界盃冠軍:2006年

## 冷知識
- 卡莫拉内西小時候是支持阿根廷勁旅河床。[2]

## 資料來源
1. ↑   (PDF). FIFA: 15. 4 June 2010. （原始内容 (PDF)存档于18 April 2020）.
2. ↑  .   [2006-09-30]. （原始内容存档于2006-09-12）.

## 外部連結
- FootballDatabase provides Mauro Camoranesi's profile and stats （页面存档备份，存于）
- Career and goals （页面存档备份，存于）
- Camoranesi in Italy
- ESPN:The reluctant Italian （页面存档备份，存于）
- Short bios. in UEFA.com （页面存档备份，存于）
- Club Atlético Aldovisi （页面存档备份，存于）